# Siti cristiani nascosti della regione di Nagasaki
I siti cristiani nascosti della regione di Nagasaki sono una serie di località che conservano edifici cristiani situati nella prefettura di Nagasaki, nella parte nord-occidentale dell'isola di Kyūshū, in Giappone. I 12 componenti del sito - 10 villaggi, il castello di Hara e la cattedrale di Oura - sono stati inseriti nella Lista dei patrimoni dell'umanità dell'UNESCO il 30 giugno 2018.
Questi siti, costruiti tra il XVI e il XIX secolo, testimoniano le attività dei primi missionari cattolici nel Giappone e della storia successiva dei cristiani giapponesi, caratterizzata dalla proibizione, dalla persecuzione e infine dalla riapertura e dalla rinascita del culto cristiano dopo il 1853. In particolare sono testimonianze uniche della tradizione culturale dei kakure kirishitan (i "cristiani nascosti") della regione di Nagasaki, che per sfuggire alle persecuzioni trasmisero segretamente la loro fede per generazioni, dal XVII al XIX secolo.

## Storia
Il cristianesimo giunse in Giappone nel 1549 per opera del missionario gesuita Francesco Saverio. Diffondendosi a partire da Nagasaki, la nuova fede conquistò molti convertiti, tra cui alcuni daimyō. Nel corso del XVI secolo la comunità cattolica crebbe fino a superare le 300.000 unità: per essi venne istituita nel 1588 la diocesi di Funay. Toyotomi Hideyoshi e in seguito Tokugawa Ieyasu perseguitarono i nobili che si professavano cristiani. Dopo la rivolta di Shimabara del 1637-1638, repressa nel sangue, alla pratica della persecuzione dei cristiani si aggiunse la politica del sakoku, cioè la chiusura del paese agli stranieri, che durò per oltre due secoli e impedì ai cristiani giapponesi, ormai costretti a vivere in clandestinità (i cosiddetti kakure kirishitan), di avere qualunque contatto con le gerarchie ecclesiastiche o con altri cristiani. L'apertura del bakumatsu e il successivo periodo Meiji permisero di riattivare l'attività missionaria cristiana e di far riemergere legittimamente i cristiani nascosti. La cattedrale di Oura nel 1864 fu la prima chiesa cristiana ricostruita in quel periodo.

## Luoghi del sito seriale
| Numero   | Prefettura | Municipalità    | Sito                                                                                  | Area (ha)                              | Coordinate                 | Immagine |
| -------- | ---------- | --------------- | ------------------------------------------------------------------------------------- | -------------------------------------- | -------------------------- | -------- |
| 1495-001 | Nagasaki   | Minamishimabara | Resti del Castello di Hara                                                            | bene: 49,69                            | 32°37′44″N 130°15′16″E     |          |
| 1495-002 | Nagasaki   | Hirado          | Villaggio di Kasuga e luoghi sacri a Hirado (Villaggio di Kasuga e monte Yasumandake) | bene: 320,5 zona cuscinetto: 1937,27   | 33°20′22″N 129°26′38″E     |          |
| 1495-003 | Nagasaki   | Hirado          | Villaggio di Kasuga e luoghi sacri a Hirado (Isola di Nakaenoshima)                   | bene: 2,96 zona cuscinetto: 1937,27    | 33°22′25″N 129°27′52″E     |          |
| 1495-004 | Kumamoto   | Amakusa         | Villaggio di Sakitsu ad Amakusa                                                       | bene: 1,28 zona cuscinetto: 152,14     | 32°18′44″N 130°01′33″E     |          |
| 1495-005 | Nagasaki   | Nagasaki        | Villaggio di Shitsu a Sotome                                                          | bene: 35,07 zona cuscinetto: 479,25    | 32°50′42″N 129°42′02″E     |          |
| 1495-006 | Nagasaki   | Nagasaki        | Villaggio di Ōno a Sotome                                                             | bene: 58,09 zona cuscinetto: 198,22    | 32°51′53″N 129°41′09″E     |          |
| 1495-007 | Nagasaki   | Sasebo          | Villaggi sull'isola di Kuroshima                                                      | bene: 458,99 zona cuscinetto: 1581,65  | 33°08′21″N 129°32′13″E     |          |
| 1495-008 | Nagasaki   | Ojika           | Resti di villaggi sull'isola di Nozaki                                                | bene: 704,75 zona cuscinetto: 1824,4   | 33°11′13″N 129°07′46″E     |          |
| 1495-009 | Nagasaki   | Shinkamigotō    | Villaggi sull'isola di Kashiragashima                                                 | bene: 111,48 zona cuscinetto: 934,76   | 33°00′44″N 129°10′58″E     |          |
| 1495-010 | Nagasaki   | Gotō            | Villaggi sull'isola di Hisaka                                                         | bene: 3732,72 zona cuscinetto: 3589,98 | 32°48′08″N 128°54′14″E     |          |
| 1495-011 | Nagasaki   | Gotō            | Villaggio di Egami sull'isola di Naru (Chiesa di Egami e i suoi dintorni)             | bene: 94,11                            | 32°51′18.8″N 128°54′14.9″E |          |
| 1495-012 | Nagasaki   | Nagasaki        | Cattedrale di Ōura                                                                    | bene: 0,91 zona cuscinetto: 47,68      | 32°44′03″N 129°52′12″E     |          |